# ويليام بوسورث
وليام بوسورث كاستل (بالإنجليزية: William Bosworth Castle)‏ (21 أكتوبر 1897 - 9 أغسطس 1990) طبيب أمريكي وعالم فسيولوجي.

## حياته
ولد ويليام وزوجته في كامبريدج (ماساتشوستس).. كان والده أستاذا لعلم الحيوان في جامعة هارفارد، وهو رائد في علم وراثة الثدييات، وعضو في الأكاديمية الوطنية للعلوم الأمريكية. تم تعليم وليام في المدارس المحلية ودخل كلية هارفارد في عام 1914. في نهاية سنته الثالثة من الكلية، التحق في مدرسة طب هارفارد. بعد تخرجه من كلية الطب، قام بتدريب طبي في مستشفى ماساتشوستس العام من 1921-1923.
كان له أول تعرض مباشر لبعض الأطباء العظيمين في ذلك الوقت، بما في ذلك تشيستر م. جونز، الذي تعاون معه في أول نشره في مجال الطب، وجورج مينوت، الذي أصبح فيما بعد معلم كاستل. (شارك جورج مينوت لاحقا بجائزة نوبل).
في عام 1923 قبل ويليام موقعا في مختبر سيسيل في كلية هارفارد للصحة العامة.
في عام 1925 ذهب ويليام مرة أخرى إلى الإعداد السريري في مختبر ثورنديك التذكاري على خدمة هارفارد في مستشفى مدينة بوسطن. وظل في كلية كلية الطب بجامعة هارفارد طوال حياته المهنية.
انتخب زميلا في الأكاديمية الأمريكية للفنون والعلوم في عام 1931.و في عام 1939، تم انتخابه للأكاديمية الوطنية للعلوم.

## زواجه وعائلته
تزوج ويليام كاستل لويز مولر في عام 1933. كان لديهم ابنة تدعى آن وابن يدعى وليام.

## أعماله
اكتشف ويليام عامل جوهري في المعدة، حيث عدم وجود ذلك العامل يسبب فقر الدم الخبيث. كان عامل جوهري ضروري لتسهيل امتصاص النظام الغذائي. مُنح كلاً من ويبل، ومينوت ومورفي جائزة نوبل لعلم وظائف الأعضاء والطب، في عام 1934، لاكتشافهم «عامل أنيميا لمكافحة الخبيثة» من تجاربهم مع الكبد في النظام الغذائي. يعرف الآن باسم فيتامين بي 12 (كوبالامين) ويوفر العلاج الفعال لفقر الدم الخبيث.
في عام 1931 ذهب ويليام ل بورتوريكو برعاية مؤسسة روكفيلر مؤسسة الصحة الدولية في مشروع الصحة العامة. وقد أجرى دراسة لعدة أشهر للجنة روكيميلر لفقر الدم، كجزء من عمل مؤسسة روكفلر في منطقة البحر الكاريبي. وانتشر فقر الدم على نطاق واسع في الجزيرة بسبب الدودة شصية (دودة الانسيلوستوما) الطفيلية المتوطنة والإسقاط المداري، يعتقد العلماء أنه من المحتمل أن يكون مرتبطا بالنظام الغذائي. ساعد ويليام كورنيليوس روادس، المعروف باسم داستي، الذي كان ينتمي إلى معهد روكفلر في نيويورك، وأصبح فيما بعد رئيس المستشفى التذكاري لعلاج السرطان والبحوث.
وأظهروا أن ذرب الاستوائية كان سببه كتيمة الأمعاء لهذا وغيرها من العوامل المكونة للدم في الغذاء. كانوا قادرين على استخدام الكبد لعلاج ذرب الاستوائية بنجاح. لا تزال المشكلة في بورتوريكو، ولكن يمكن علاجها مع حمض الفوليك والمضادات الحيوية لمدة 3-6 أشهر.
في دراسات ذات صلة وثيقة، عرف ويليام الحاجة إلى الحديد لنخاع العظم. فبدون الحديد الكافي في النظام الغذائي، تتم إصابة الأطفال والبالغون بفقر الدم الناجم عن نقص الحديد، وهو آفة شائعة.
وصف ويليام وفريقه في وقت لاحق عيوب خلايا الدم الحمراء التي هي مسؤولة عن بيلة هيموغلوبينية ليلية انتيابية و سفيراسيتوسيس الوراثي. كما قاموا ببحوث مهمة حول مرض فقر الدم المنجلي. وهو مرض وراثي تم العثور عليه على نطاق واسع بين الأشخاص من أصل أفريقي.

## تدريسه
وبصرف النظر عن عمله في مجال البحوث، كان ويليام معلم مؤثر للغاية. كان لديه «ثلاثة أجيال من المتدربين» - هؤلاء الأطفال الفكريين والأحفاد والأحفاد - الذين وضعوا ختمه للتميز في مجال أمراض الدم.

## ركوبه القطار مع لينوس
في عام 1945 سافر ويليام مع الكيميائي لينوس بولينغ معا بالقطار بين عشية وضحاها من دنفر إلى شيكاغو. في القطار قال بولينغ عن بعض العمل الذي كان يقوم به على مرض الخلايا المنجلية، وذكر أنه عندما خضعت خلايا الدم الحمراء لظروف معينة، غيرت شكلها وأظهرت الانتهاك في الضوء المستقطب. اعتقد ويليام أن نوعا من المحاذاة الجزيئية يجب أن يحدث.